# Godefroy Vujicic
Godefroy Vujicic, né en 1975 à Paris, est un violoncelliste français.

## Biographie
Né dans une famille de musiciens (son père, Jezdimir Vujicic, est un violoniste d'origine serbe), Godefroy Vujicic a obtenu successivement deux premiers prix en violoncelle et en musique de chambre au conservatoire de Versailles, deux premiers prix « avec distinction » dans les mêmes disciplines au Conservatoire royal de Bruxelles puis le diplôme de formation supérieure au Conservatoire national supérieur de musique de Paris.
Il a joué pour la Journée de l'Europe en 1994, en trio avec un pianiste croate et une violoniste bosniaque au Théâtre de l’Odéon, retransmise en direct sur Euronews. À cette occasion, Jacques Delors, président de la Commission européenne, le félicite pour cette « démarche d’entente exemplaire ». Il a interprété l'intégrale des six Suites pour violoncelle de Johann Sebastian Bach pour l’ouverture du Festival du « Mois Molière » (édition 2000) à Versailles en commémoration du 250e anniversaire de la mort du compositeur, suivie d’une tournée de concerts radiodiffusés et télévisés sur les chaînes nationales en ex-Yougoslavie à Belgrade et Novi Sad. Il a participé à des festivals, comme «Musica », à Strasbourg en 1999, radiodiffusé sur France Musique, « La fête à Voltaire » à Ferney-Voltaire en 2008, pour le 230e anniversaire de la mort de Voltaire, ou « Lille 3000 », en 2009. Fondateur, responsable et violoncelliste du Quatuor à cordes de l'Armée de terre de 2001 à 2006, il était rattaché au Chef d'état-major de l'Armée de terre (Cemat). Violoncelle solo lors de la Première de la création du Clair ruisseau de Dimitri Chostakovitch pour le Bolchoï à l'Opéra de Paris en 2004, Godefroy Vujicic est félicité par Mstislav Rostropovitch. Il est membre de L'Ensemble Diagonal, consacré aux musiques d'aujourd'hui et dirigé par Rut Schereiner et Luis Naon. Godefroy Vujicic a joué au cinéma avec l'Orchestre Colonne dans Fauteuils d'orchestre (film français de Danièle Thompson, 2006), a participé à l'enregistrement de la bande originale de Mangeurs d'étoiles (film français d'Alice Colomer, 2008) et a joué dans Un baiser papillon (film français de Karine Silla Pérez, 2010).
Godefroy Vujicic est le fondateur du festival « Les concerts de l'abbaye royale Saint-Vincent », qui a lieu chaque année à Senlis, dans l'Oise.
Il a participé à la 11e édition du Festival de Pierre Cardin, à Lacoste, en 2011, dans le spectacle Voltaire, de la tolérance à la raison (mise en scène par Pierre-Marie Carlier).
Il accompagne chaque année les Victoires de la musique depuis 2011. 
Il a enregistré les six Suites pour violoncelle seul de Jean-Sébastien Bach, un album de Musiques russes lors d'un concert Salle Cortot et les deux Concertos pour violoncelle de Joseph Haydn et à l'occasion du bicentenaire de la mort du compositeur.
Godefroy Vujicic a notamment enseigné au conservatoire de Châtenay-Malabry (Hauts-de-Seine) et au conservatoire à rayonnement communal du 17e arrondissement de Paris, dont il est devenu conseiller aux études en 2014, puis directeur en 2016, ainsi que de l'auditorium Rostropovitch. 
En 2018, Godefroy Vujicic intègre le cabinet de Xavier Bertrand, président de la Région Hauts-de-France, en tant que conseiller Culture, Sports et Politique de la Ville.
En 2019, il est nommé Directeur général de Pictanovo, Images en Hauts-de-France,,.
Godefroy Vujicic est marié à une ancienne journaliste du Figaro.

## Décoration
- Chevalier des Arts et des Lettres (2020)[5]
- Médaille de La Défense Nationale (2000)